# Napomyza alpipennis
Napomyza alpipennis är en tvåvingeart som först beskrevs av Fallen 1823.  Napomyza alpipennis ingår i släktet Napomyza och familjen minerarflugor.
Artens utbredningsområde är Sverige. Inga underarter finns listade i Catalogue of Life.